# Premio Gregor von Rezzori
Der Premio Gregor von Rezzori – Città di Firenze ist ein italienischer Literaturpreis, der von der Stadt Florenz seit 2007 jährlich – jeweils im Rahmen des internationalen Schriftstellertreffens im Juni in Florenz – für das beste literarische Werk eines ausländischen Autors vergeben wird, das auf Italienisch vorliegt. Das Buch soll während des letzten Jahres in Italien erschienen sein und wird von einer Jury unter Beteiligung international bekannter Autoren aus einer Shortlist von jeweils vier bis fünf Titeln bestimmt. Der Namensgeber des mit 10.000 Euro dotierten Preises ist der Schriftsteller Gregor von Rezzori (1914–1998).
Zusätzlich wird ein weiterer Preis für die beste Übersetzung in die italienische Sprache im jeweiligen Jahr vergeben.

## Preisträger

### Bestes ausländisches Werk
| Jahr | Preisträger                                    | Italienischer Romantitel (Originaltitel)                        | Deutscher Titel                    |
| ---- | ---------------------------------------------- | --------------------------------------------------------------- | ---------------------------------- |
| 2007 | Hisham Matar (Libyen)                          | Nessuno al mondo (In the Country of Men)                        | Im Land der Männer                 |
| 2008 | Arturo Pérez-Reverte (Spanien)                 | Il pittore di battaglie (Pintor de batallas)                    | Der Schlachtenmaler                |
| 2009 | Jhumpa Lahiri (Indien/USA)                     | Una nuova terra (Unaccustomed Earth)                            | Fremde Erde                        |
| 2010 | Percival Everett (USA)                         | Ferito (Wounded)                                                |                                    |
| 2011 | Aleksandar Hemon (Bosnien und Herzegowina/USA) | Il Progetto Lazarus (The Lazarus Project)                       | Lazarus                            |
| 2012 | Enrique Vila-Matas (Spanien)                   | Esploratori dell’abisso (Exploradores del abismo)               |                                    |
| 2013 | Juan Gabriel Vásquez (Kolumbien)               | Il rumore delle cose che cadono (El ruido de las cosas al caer) | Das Geräusch der Dinge beim Fallen |
| 2014 | Maylis de Kerangal (Frankreich)                | Nascita di un ponte (Naissance d’un pont)                       | Die Brücke von Coca                |
| 2015 | Wladimir Sorokin (Russland)                    | La giornata di un opričnik (День опричника / Denʹ opričnika)    | Der Tag des Opritschniks           |
| 2016 | Mircea Cărtărescu (Rumänien)                   | Abbacinante. Il corpo (Orbitor. Corpul)                         | Der Körper                         |
| 2017 | Mathias Énard (Frankreich)                     | Bussola (Boussole)                                              | Kompass                            |
| 2018 | George Saunders (USA)                          | Lincoln nel Bardo (Lincoln in the Bardo)                        | Lincoln im Bardo                   |
| 2019 | Annie Ernaux (Frankreich)                      | Una Donna (Une femme)                                           | Eine Frau                          |
| 2020 | Richard Powers (USA)                           | Il sussurro del mondo (The Overstory)                           | Die Wurzeln des Lebens             |
| 2021 | Maaza Mengiste (Äthiopien/USA)                 | Il Re Ombra (The Shadow King)                                   | Der Schattenkönig                  |
| 2022 | Javier Marías (Spanien)                        | Tomás Nevinson (Tomás Nevinson)                                 | Tomás Nevinson                     |
| 2023 | Colm Tóibín (Irland)                           | Il mago (The Magician)                                          | Der Zauberer                       |
| 2024 | Michael Cunningham (USA)                       | Day (Day)                                                       |                                    |

### Beste Übersetzung ins Italienische
| Jahr | Preisträger (Originalautor)                                              | Italienischer Romantitel (Originaltitel)                                                       | Deutscher Titel               |                      |
| ---- | ------------------------------------------------------------------------ | ---------------------------------------------------------------------------------------------- | ----------------------------- | -------------------- |
| 2007 | Bruno Ventavoli (Magda Szabó)                                            | La ballata di Iza (Pilátus)                                                                    | Pilatus                       |                      |
| 2008 | Silvia Bortoli (Thomas Mann)                                             | I Buddenbrook (Buddenbrooks)                                                                   | Buddenbrooks                  |                      |
| 2009 | Claudia Zonghetti (Wassili Grossman)                                     | Vita e destino (Žiznʹ i sudʹba)                                                                | Leben und Schicksal           |                      |
| 2010 | Maurizia Balmelli (Cormac McCarthy)                                      | Suttree (Suttree)                                                                              | Verlorene                     |                      |
| 2011 | Franca Cavagnoli / Tommaso Pincio / Roberto Serrai (F. Scott Fitzgerald) | Il grande Gatsby (The Great Gatsby)                                                            | Der große Gatsby              |                      |
| 2012 | Bruno Berni (Peter Høeg)                                                 | I figli dei guardiani di elefanti (Elefantpassernes børn)                                      | Die Kinder der Elefantenhüter |                      |
| 2013 | Alessandro Fo (Vergil)                                                   | Aeneid (Aeneis)                                                                                | Aeneis                        |                      |
| 2014 | Preis nicht vergeben                                                     | Preis nicht vergeben                                                                           | Preis nicht vergeben          | Preis nicht vergeben |
| 2015 | Federica Aceto (Don DeLillo)                                             | End Zone (End Zone)                                                                            |                               |                      |
| 2016 | Fulvio Ferrari (Fredrik Sjöberg)                                         | L’arte di collezionare mosche (Flugfällan)                                                     | Die Fliegenfalle              |                      |
| 2017 | Anna D’Elia (Antoine Volodine)                                           | Terminus radioso (Terminus radieux)                                                            |                               |                      |
| 2018 | Claudio Groff                                                            | „Für seine vortrefflichen Übersetzungen von Rilke, Kafka, Bernhard, Schulze, Handke und Grass“ |                               |                      |
| 2019 | Enrico Terrinoni (Edgar Lee Masters)                                     | Antologia di Spoon River (Spoon River Anthology)                                               | Die Toten von Spoon River     |                      |
| 2020 | Monica Pareschi (Emily Brontë)                                           | Cime Tempestose (Wuthering Heights)                                                            | Sturmhöhe                     |                      |
| 2021 | Nicola Crocetti (Nikos Kazantzakis)                                      | Odissea (The Odissey: A Modern Sequel)                                                         | Odyssee. Ein modernes Epos    |                      |
| 2022 | Claudia Zonghetti (Fjodor Dostojewski)                                   | I fratelli Karamazov (Братья Карамазовы)                                                       | Die Brüder Karamasow          |                      |
| 2023 | Bruno Arpaia (Javier Cercas)                                             | Il Castello di Barbablù (El castillo de Barbazul)                                              | Blaubarts Burg                |                      |